# Білоусова Єва Сильвестрівна
Єва Сильвестрівна Білоусова (біл. Ева Селівестраўна Белавусава; 13 травня 1925, с. Лобанівка Чериковського району Могильовської області) — Герой Соціалістичної Праці (1960).

## Біографічні відомості
Закінчила школу фабрично-заводського навчання шовкової фабрики «Могволокно». У 1948-1975 роках прядильниця Могилівського заводу штучного волокна. Першою в цеху встановила рекордний випуск продукції — замість 96% виробила 99%. Звання Героя Соціалістичної Праці отримала за успіхи в праці та громадську діяльність.